# Guilherme Porto
Guilherme Porto (* 21. Januar 1942 in Conceição do Rio Verde) ist ein brasilianischer Geistlicher und emeritierter römisch-katholischer Bischof von Sete Lagoas.

## Leben
Guilherme Porto empfing am 7. August 1966 die Priesterweihe.
Papst Johannes Paul II. ernannte ihn am 15. Juli 1998 zum Koadjutorbischof von Sete Lagoas. Der Erzbischof von Belo Horizonte, Serafím Kardinal Fernandes de Araújo, spendete ihm am 12. Oktober desselben Jahres die Bischofsweihe; Mitkonsekratoren waren José de Lima, Bischof von Sete Lagoas, und Diamantino Prata de Carvalho OFM, Bischof von Campanha.
Mit der Emeritierung José de Limas folgte er diesem am 27. Oktober 1999 im Amt des Bischofs von Sete Lagoas nach.
Papst Franziskus nahm am 20. September 2017 seinen altersbedingten Rücktritt an.

## Publikation
- As folias de Reis no sul de Minas, Funarte/Inf, Rio de Janeiro (RJ), 1982. OCLC 819713860